# Juan Antonio Pizzi
|  | Per a altres significats, vegeu «Pizzi». |

Juan Antonio Pizzi Torroja (Santa Fe, 7 de juny de 1968) és un exfutbolista i entrenador de futbol argentí, que posteriorment es va nacionalitzar espanyol. Va ser internacional amb la selecció espanyola.

## Carrera com a jugador
Va jugar com a davanter centre golejador en diversos clubs de l'Argentina, Mèxic i Portugal, encara que va ser en la lliga espanyola on va arribar els seus majors èxits professionals, militant en les files del València CF, el CD Tenerife i el FC Barcelona.
La temporada 1995-1996 va assolir el seu major èxit personal: va marcar 31 gols militant al Tenerife. Aquesta xifra golejadora li va valdre no només el Trofeu Pitxitxi com a màxim golejador de la Lliga espanyola de futbol, sinó la Bota d'Or, com a màxim golejador de les lligues europees.
La temporada següent, la 1996-1997, va fitxar pel FC Barcelona. Al club català tan sols hi va jugar dos anys, però es va guanyar l'estima de l'afició. En la seva primera temporada va marcar el cinquè gol del FC Barcelona en un partit de semifinals de la Copa del Rei, al Camp Nou, davant l'Atlètic de Madrid. El partit, que al descans anava 0-3 a favor dels madrilenys, el va acabar remuntant i guanyant el Barça per 5-4. Quan Pizzi va marcar el gol del triomf pocs minuts abans del final, es va fer famosa la frase del periodista radiofònic Joaquim Maria Puyal, que va repetir insistentment Pizzi, sos macanudo! Des de llavors, l'afició barcelonista va dir sempre "Macanudo Pizzi" al davanter argentí.
Amb el FC Barcelona, Pizzi hi va guanyar la Copa del Rei 96/97, marcant el 2:2 que duria a la pròrroga el partit davant el Reial Betis en la final, i la Recopa d'Europa d'aquesta mateixa temporada. La 97-98, va assolir el títol més important de la seva carrera, en guanyar la lliga espanyola.
Aquell any, va disputar un partit del Mundial de França 1998 per a la seva selecció adoptiva, la d'Espanya, contra Paraguai a l'Estadi G. Guichard. Pizzi va ser reemplaçat al cap de 53 minuts per Fernando Morientes. En total, va participar en 22 partits internacionals per a Espanya i hi va convertir 8 gols. El seu debut va ser el 30 de novembre de 1994 enfront Finlàndia. El seu comiat va ser el partit esmentat anteriorment contra el  Paraguai. El 20 de setembre de 1995, a Madrid, va jugar un partit amistós contra el seu país d'origen, l'Argentina i va marcar un dels punts de la seva selecció en la victòria peninsular per 2-1.
El 31 de desembre de 2001, Juan Antonio Pizzi va ser presentat com a jugador del Vila-real CF en reemplaçament del lesionat Martín Palermo.

## Carrera com a entrenador
El gener de 2005 va debutar com a entrenador al dirigir a Colón de Santa Fe en dupla amb l'exjugador peruà José "Chemo" Del Solar. L'experiència va durar pocs partits pels mals resultats de l'equip. Una vegada retirat del futbol es va establir a Barcelona, ciutat amb la qual se sent molt identificat. Allí segueix practicant esport, aquesta vegada el polo, al Reial Club de Polo de Barcelona.
A l'abril del 2006, és contractat com a tècnic del Club Deportivo Universidad San Martín de Porres, on va complir una regular actuació, a més de dirigir la Copa Sud-americana 2006. Poc després de culminar el Campionat Peruà, decideix sortir del club. El juny del 2006, Juan Antonio Pizzi va ser nomenat soci honorari de la Penya Blaugrana de Lima, penya oficial del FC Barcelona a la capital peruana.
El 2007 Rosario Central va convocar eleccions presidencials, i Pizzi s'hi va postular al costat d'Alberto Joaquín (qui era candidat a president) per assumir al càrrec. No obstant això, l'agrupació Mística Canalla, encapçalada per Horacio Usandizaga, va ser elegida pels socis del club.
Primer títol com a entrenador
El 2009 fou entrenador del Santiago Morning de la primera divisió de Xile, amb el qual va aconseguir una inèdita semifinal en el Torneig Clausura 2009 (va perdre amb Universitat Catòlica).
El 9 de juliol de 2010 va ser oficialment confirmat com a nou entrenador d'Universidad Católica, i va ser presentat l'endemà. Després d'una excel·lent campanya, en què va guanyar 15 dels 20 partits que va dirigir (incloent-hi els últims set en forma consecutiva), el 5 de desembre del mateix any va obtenir el títol del torneig consagrant Campió del Bicentenari. A l'any següent, va dirigir l'equip xilè a la Copa Libertadores en on va fer una bona participació arribant a quarts de final, quelcom que la UC no assolia des de 1997, sent eliminats pel Peñarol de l'Uruguai.
En el Torneig Aperura 2011 va aconseguir la final, perdent davant l'Universidad de Chile per un global de 4: 3, tot i haver guanyat el primer partit 2: 0, i caient finalment en el partit de revenja per 1: 4.
Retorn a l'Argentina com a tècnic
Al juny del mateix any va esdevenir entrenador del Rosario Central per afrontar la Segona divisió del futbol argentí a la recerca de l'ascens. El seu equip va finalitzar el torneig en quart lloc, per darrere de River Plate, Quilmes i Instituto per la qual cosa va obtenir una plaça per jugar dos partits de promoció davant San Martín de San Juan. Fins a la jornada 35 es trobava en primer lloc amb dos punts d'avantatge (fruit de 7 victòries consecutives en els 7 partits anteriors) però dels últims dotze punts només en va obtenir un pel que tots els seus perseguidors el van superar. El primer partit de la promoció es va jugar el dijous 28 de juny de 2012 a l'estadi Gegant d'Arroyito i va acabar 0 a 0, mentre que la segona trobada, jugat el 1r de juliol de 2012 a l'estadi del San Martín de San Juan, també va culminar 0 a 0, i això va impedir el Rosario Central ascendir a la màxima categoria, i el va obligar a romandre un any més en la Primera B Nacional. Tot i que al principi es va considerar la possibilitat de seguir com a entrenador una temporada més, el president de la institució (Norberto Speciale) va decidir que no continués.
L'11 d'octubre de 2012 es va anunciar que era el nou tècnic del San Lorenzo de Almagro, després que Ricardo Caruso Lombardi fos acomiadat. El seu flamant equip va finalitzar el Torneig Inicial 2012 deixant una bona imatge i aixecant considerablement el seu rendiment. A l'any següent, després d'una pretemporada per l'interior del país en la qual es van aconseguir diverses Copes amistoses, realitza una molt bona campanya en el Torneig Final 2013, collint 32 punts, aconseguint així el quart lloc i allunyant al club definitivament dels últims llocs en la taula de mitjanes. El segon semestre de l'any 2013 començava amb el plantejament de nous objectius donada les tres competicions que l'equip de Boedo tenia al davant: Copa Argentina, Copa Sud-americana i Torneig Inicial. Va ser finalista a la Copa vernacla i després d'un apassionant tancament de torneig, finalment el 15 desembre 2013 aconsegueix ser campió del Torneig inicial amb aquest equip. Va renunciar a la direcció tècnica de Sant Llorenç a pocs dies de aconseguit l'objectiu, després de rebre una oferta d'Espanya.
Primera experiència europea
El 26 de desembre de 2013, el València Club de Futbol de la lliga espanyola va confirmar  Pizzi com el seu nou entrenador per finalitzar la temporada i un any més, 15 amb el mànager esportiu Rufete i Roberto Fabián Ayala com a principals valedors del seu fitxatge. Pizzi va haver de rescindir el seu contracte amb el San Lorenzo per embarcar-se en la seva primera experiència europea com a tècnic.
Amb l'equip en l'onzena posició, l'equip va millorar en resultats i actitud. Va encadenar dues victòries consecutives davant Barcelona (2-3) i Betis (5-0), que van portar a l'afició "xe" a il·lusionar-se amb la possibilitat d'assolir els llocs europeus, que s'aconseguien amb el setè lloc. Però finalment no va aconseguir classificar al conjunt valencianista per a cap competició europea, acabant la Lliga en la 8a posició.
Millor cara va mostrar l'equip a la Lliga Europa, on va aconseguir una èpica remuntada a quarts de final contra el FC Basel, caient derrotat 3-0 en l'anada i remuntant 5-0 en la pròrroga a Mestalla. Una nit que encara tots els valencianistes recorden. Va ser eliminat en semifinals pel Sevilla encaixant un gol en l'últim minut, quan ja gairebé se celebrava el pas a la desitjada final.
Tot i no haver aconseguit els objectius europeus del València, el president Amadeo Salvo, el mànager esportiu Rufete, i gran part de l'afició, confiaven en ell per a la següent temporada, però el futur propietari del club (el multimilionari Peter Lim) tenia un altre tècnic al cap per al seu projecte al club valencianista, per la qual cosa el 2 de juliol de 2014 el club va anunciar el cessament de Pizzi com a tècnic.
Selecció xilena
El 29 gener 2016 va ser confirmat com a entrenador de la selecció xilena en reemplaçament del renunciat Jorge Sampaoli.
El seu debut a càrrec de la selecció va ser dos mesos després, el 25 de març davant l'Argentina, patint una derrota per 2: 1 a l'Estadi Nacional. Quatre dies més tard, aconseguiria un triomf per 4: 1 davant la selecció veneçolana. Els dos partits van correspondre a les classificatòries sud-americanes per a Rússia 2018.
El juny de 2016 va dirigir a Xile a la Copa Amèrica Centenario realitzada als Estats Units d'Amèrica, on va aconseguir un gran èxit en la fase de grups que va fer que l'equip es classifiqués a quarts de final on van guanyar amb un contundent 7 a 0 a Mèxic, a més de vèncer Colòmbia en semifinals i coronar-se campió tot derrotant l'Argentina als penals.
El 10 d'octubre de 2017, després de no aconseguir la classificació al Mundial de Rússia 2018, va anunciar que no seguiria al capdavant de "La Roja".

## Trajectòria
| Temporada | Club            | Partits | Gols |
| --------- | --------------- | ------- | ---- |
| 1988/89   | Rosario Central | 26      | 12   |
| 1989/90   | Rosario Central | 31      | 15   |
| 1990/91   | Toluca          | N/D     | N/D  |
| 1991/92   | Tenerife        | 34      | 15   |
| 1992/93   | Tenerife        | 34      | 15   |
| 1993/94   | València CF     | 19      | 4    |
| 1994/95   | Tenerife        | 32      | 15   |
| 1995/96   | Tenerife        | 41      | 31   |
| 1996/97   | FC Barcelona    | 33      | 9    |
| 1997/98   | Barcelona       | 15      | 3    |
| 1998/99   | River Plate     | 17      | 6    |
| 1999/00   | Rosario Central | 28      | 19   |
| 2000/01   | Porto           | 11      | 3    |
| 2000/01   | Rosario Central | 10      | 4    |
| 2001/02   | Rosario Central | 18      | 7    |
| 2001/02   | Vila-real CF    | 13      | 1    |